# (3425) Hurukawa
(3425) Hurukawa es un asteroide perteneciente al cinturón de asteroides, descubierto el 29 de enero de 1929 por Karl Wilhelm Reinmuth desde el Observatorio de Heidelberg-Königstuhl, Alemania.

## Designación y nombre
Designado provisionalmente como 1929 BD, fue nombrado Hurukawa en honor al astrónomo japonés Kiichirō Furukawa.